# كيث تايلور (لاعب كرة قدم أمريكية)
كيث تايلور (بالإنجليزية: Keith Taylor)‏ هو لاعب كرة قدم أمريكية أمريكي، ولد في 21 ديسمبر 1964 في Pennsauken Township, New Jersey ‏ في الولايات المتحدة.